# Mariano Eduardo Loedel
Mariano Eduardo Loedel fue un político argentino del Partido Justicialista. Se desempeñó como intendente de la Ciudad Eva Perón (partido de La Plata) de 1952 a 1955, y como gobernador del Territorio Nacional de la Tierra del Fuego, Antártida e Islas del Atlántico Sur entre 1973 y 1974.

## Carrera
En 1944, fue designado comisionado municipal de Pehuajó y también se desempeñó como tal en Lomas de Zamora, ambos en la provincia de Buenos Aires.
Entre noviembre de 1952 y septiembre de 1955 se desempeñó como intendente municipal de la Ciudad Eva Perón (nombre adoptado por La Plata). Tras el golpe de Estado de septiembre de 1955 y la instalación de la dictadura autodenominada Revolución Libertadora, fue acusado de malversación de caudales públicos junto al exgobernador de la provincia de Buenos Aires Carlos Aloé y el exintendente Juan Carlos Parodi.

### Gobernador de Tierra del Fuego
En 1973, fue designado gobernador del Territorio Nacional de la Tierra del Fuego, Antártida e Islas del Atlántico Sur por el presidente Héctor José Cámpora.
Durante su gestión, buscó desarrollar el mercado inmobiliario y la construcción privada, loteando tierras fiscales en Ushuaia y Río Grande, y estableciendo una sucursal del Banco Hipotecario Nacional. Además, impulsó la construcción de viviendas a través de un convenio con el Ministerio de Bienestar Social de la Nación y adquirió un avión para la Dirección de Aeronáutica Territorial.
También ocurrió un conflicto sindical ante el atraso de pagos salariales, que desembocó en la primera ocupación de una planta fabril en Río Grande. Finalmente, una situación de inestabilidad llevó a la renuncia de Loedel y de su gabinete en diciembre de 1974, siendo sucedido por el vicealmirante (R) Justo Guillermo Padilla.